# Gnawa

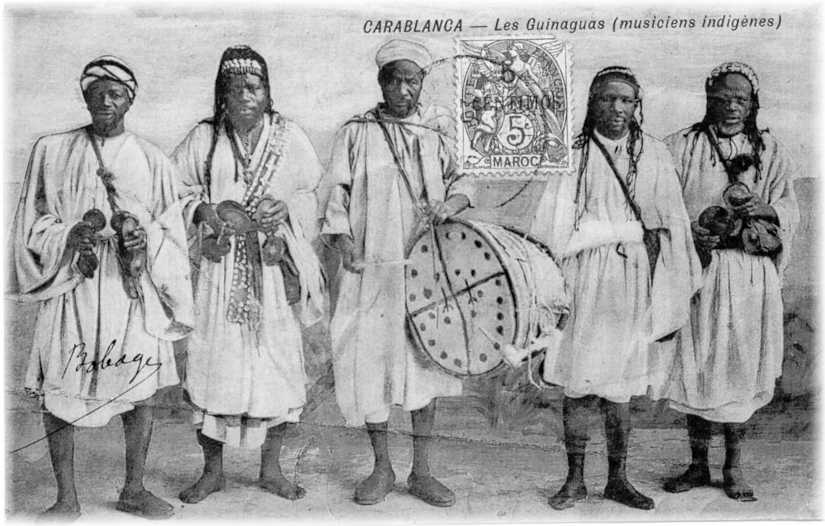
Gnawa-Musiker spielen die mit magischen Zeichen bemalte Trommel tbal und die Klappern qaraqib. Postkarte um 1920

Die Gnawa (französische Schreibung: Gnaoua, arabisch غناوة, DMG ġnāwa in maghrebinischer Aussprache) sind eine ethnische Minderheit in Marokko und gelten als Nachfahren von Sklaven aus dem westlichen Afrika südlich der Sahara, wo das mittelalterliche Reich von Gana lag. Die Gnawa tragen bestimmte Züge einer Sufi-Bruderschaft (Tariqa).

## Glaubensvorstellungen
Entsprechend ihrer Herkunft verbinden die Gnawa Glaubensinhalte des Islams mit vorislamischen Praktiken des subsaharischen Afrika, besonders aus dem alten Reich Mali. Die Geistmächte in ihrer besonderen volksislamischen Tradition heißen al-mluk („die Besitzenden“), da sie von den Menschen Besitz ergreifen können. Zu den mächtigen Geistern gehören die im islamischen Glauben weit verbreiteten Dschinn (Plural ǧnūn, Singular männlich ǧinn, weiblich ǧinnīa). Dschinn sind im Allgemeinen nicht genügend individualisiert, um eigene Namen zu tragen. In Marokko gibt es den Glauben an benannte Geister nur bei den Gnawa und als Ausnahme beim Sufi-Orden der Hamadscha, bei denen das weibliche Geistwesen Aisha Qandisha verehrt wird. Die Gnawa geben ihren Dschinn eine besondere Rangordnung und ordnen sie bestimmten Farben, Räuchersubstanzen, Tanz- und Melodieformen zu. Bei den Tänzen lässt sich eine symbolische Bedeutung ausmachen, die als rituelle Wiederholung einer afrikanischen Kosmogonie verstanden werden kann. In der Wiederholung der kosmischen Ereignisse vom Uranfang wird der Welt eine Ordnung gegeben.

## Musik und Ritual
Bekannt geworden sind die Gnawa insbesondere aufgrund ihrer rhythmusbetonten Musik. Die drei Hauptinstrumente sind tbal (mit Stöckchen geschlagene Fasstrommel), sintir (Langhalslaute, Resonanzkörper kann ein Schildkrötenpanzer sein) und gimbri (dreisaitige Langhalslaute mit rechteckigem Resonanzkörper aus Holz), dazu kommt die metallene Gefäßklapper qarqaba (Plural qaraqib). Die Musik hat ihre ursprüngliche Funktion beim nächtlichen Lila- oder Derdeba-Ritual. In dieser wichtigsten Zeremonie, die aus Musik, Tänzen, ritualisierten Tabubrüchen und einem Tieropfer besteht und zwölf Stunden dauern kann, werden böse Geister vertrieben und andere angerufen. Sie erfüllt auf der individuellen Ebene den therapeutischen Zweck der Selbstheilung für die Teilnehmer, die in Trance fallen, mit der Erinnerung an ihre schwarzafrikanischen Wurzeln. Für die Gemeinschaft gilt diese Zeremonie als symbolische Wiederholung der Weltschöpfung.
Diese Musik, Rituale und Gebräuche der Gnawa sind seit 2019 Bestandteil der UNESCO-Liste des immateriellen Kulturerbes der Menschheit.
Die in derartigen Zusammenhängen entstandene Musik wird insbesondere in der marokkanischen Küstenstadt Essaouira und ihrem Umland gepflegt, wo auch das jährliche Gnawa-Festival stattfindet. In mittlerweile konzertanter Form und abgetrennt von ihrem rituellen Kontext wurde sie zum Anziehungspunkt für Musiker wie z. B. Jimi Hendrix, Peter Gabriel oder Joe Zawinul. In der Band Gnawa Diffusion aus Grenoble vermischen maghrebstämmige Franzosen Gnawaeinflüsse mit Rock und Reggae. Auf der Basis der Gnawa-Musik entstand auch eine Praxis der Malerei und Skulptur, die von magisch-fantastischen Vorstellungen bestimmt ist.
Auch im Jazz wurde die Gnawa-Musik breit rezipiert. So haben etwa der Pianist Randy Weston sowie die Saxophonisten Pharoah Sanders und Archie Shepp Aufnahmen mit Mahmoud Ghania und anderen Gnawa-Musikern gemacht.
Bei einer Tournee durch Marokko im Jahr 2005 nahmen Klaus Doldinger und seine Gruppe Passport einheimische Musiker wie den Gimbri-Spieler und Sänger  Majid Bekkas mit auf die Bühne. Die dabei entstandene Fusion aus marokkanischer Gnawa-Musik und Doldingers Jazzvariationen erschienen auf der 2006 veröffentlichten CD Passport to Morocco.